# 結城明日奈
結城 明日奈（ゆうき あすな）は、川原礫のライトノベル『ソードアート・オンライン』シリーズのヒロインである。作中の「ソードアート・オンライン(SAO)」というゲームに「アスナ」というアバターを使って参加し、同ゲーム内の仮想世界において主人公・キリトの戦闘のパートナー兼恋人になるという設定である。同シリーズのメインヒロインであり、キリトとともに人気の高いキャラクターとされる。

## 作中の設定

### 来歴
2007年9月30日に京都の大財閥・結城家に生まれる。物語の開始時点で私立エテルナ女子学院に在学する15歳だった。
2022年にサービスを開始したVRMMORPG「SAO」に「アスナ」という名前のアバターで参加する。「SAO」は、五感全てにアクセスできるVRマシン「ナーヴギア」を用いて仮想世界を冒険するゲームであり、これに参加した切っ掛けは偶然兄のナーヴギアを借りたためだった。しかし、一度ログインすると最終ボスが倒されるまで二度とログアウトできないという仕様により、「SAO」の世界に囚われてしまい、現実世界でのエリートコースから外れることを気に病む。
「SAO」の世界は虚構でしかないと考え、一日も早い脱出を目指すアスナは、「攻略の鬼」と呼ばれるほどにゲーム攻略に情熱を注ぎ、剣技に秀でた細剣使いとなり、ギルド「血盟騎士団」の副団長も務める。このように、堅物な性格だったが、アインクラッド編においてゲーム内でキリトと出会い、それを機に少しずつ変わっていく。昼寝をするキリトを見て、キリトはこの世界でちゃんと生きていると気づき、自身の認識を改め、キリトの相棒として戦う。彼の影響で温厚な性格に戻るとともに、彼に惹かれ、ゲーム内で結婚する。その後、現実世界に戻った後も、結城明日奈(アスナ)は桐ヶ谷和人(キリト)のそばにいることになる。
続編のフェアリィ・ダンス編では、現実世界における父の部下にあたる須郷伸之（ゲーム内では妖精王オベイロン）の陰謀により、「SAO」から現実世界に戻れなくて、新たなMMORPG「アルヴヘイム・オンライン」（ALO）に幽閉され、「ティターニア」と呼ばれていたが、キリトによって救出される。その後は治癒魔法を得意とする「ウンディーネ」のアバターを選択し、支援役が不足していたキリトたちのパーティに加わる。
アリシゼーション編では、突然離れ離れになってしまったキリトを追って、軍事目的に作られた仮想世界である「アンダーワールド」（UW）にスーパーアカウント「創世神ステイシア」としてログインし、「ALO」とは逆に「UW」に囚われたキリトの救出に向かう。この際、別のヒロイン・アリスとキリトをめぐって対立する。アリシゼーション編の外伝にあたるムーン・クレイドル編では、ログアウトが間に合わなかったキリトのために「UW」に残り、200年もの時間をキリトとともに過ごすことになる。

### 人物像
髪型は三つ編みのハーフアップで、栗色のロングストレート、唇は桜色、小顔で鼻筋が通っている。ゲーム「SAO」内でのアバターの容姿も現実世界と同様で、「SAO」の中ではトップ5に入る美少女である。体のプロポーションも良く、ビキニの水着が似合うとされる。
才色兼備で、ゲーム「SAO」においては、キリトを上回る速さを持つ強力な剣の使い手として、「閃光」の異名をとった。続編のゲーム「ALO」においては、回復役（ヒーラー）でありながら、持ち前の剣技を生かして前線へ出てくることもあり、「バーサクヒーラー」という異名で呼ばれる。
また、料理スキルも極めており、ゲーム内でキリトに対してその腕前を披露する。現実世界においても料理をすることがあるが、現実世界においては、結城家の食事は使用人が作っているという事情もあり、ゲーム世界ほど料理に習熟しているわけではないとされる。
性格面では、朗らかで穏やかな、女性らしい人物である。キリトに対する一途な愛情の他、リズベットやユウキに対する友情や、人工知能の少女ユイに対して向ける母性愛も持ち合わせている。現実世界では、大学教授を母に持ち、お嬢様育ちで、窮屈な生活を送り、種々のコンプレックスに悩まされていた。キリトを受け入れる「お姉さんヒロイン」である一方、自分の悩みを表に出さないところがある。
このほか、怪談が苦手であり、幽霊などのモンスターが出るフィールドの攻略には参加しないこともある。

## 創作経緯
『ソードアート・オンライン』が電撃文庫から出版されたのは2009年からだが、原作者の川原礫によれば、執筆を始めたのは2001年末から2002年始のことである。アスナの初登場シーンやキリトとともに迎えるアインクラッド編のラストシーンなどは当初から構想にあったものの、キャラクターは書きながら決めていった。原作者にとって、アスナは『ソードアート・オンライン』の中で最も把握し難いキャラクターであるという。特定のモデルはおらず、可能な限り「いい女」感を出そうとして書いていったキャラクターであるが、作者が好きな女優の栗山千明との類似点はあるとされる。
アスナという名前は「明日」（あす）の2文字を使うことを最初に決め、「あすか」「あすみ」などいくつかの候補の中から選ばれた。ゲーム内のアバターと本名が一緒である理由は、アスナがゲームの素人であるという背景から、そのまま本名を使うだろうという想定によるものである。
レイピアを武器とした設定は、少女が使う武器ならレイピアだろうという発想によるものであり、川原は安直だったと反省しつつも、結果的には良かったと述べている。また、特技を料理とした理由は、脱出不可能な「SAO」の世界で唯一の楽しみと言える食事には需要があるということに加え、仮想世界での食事風景を文章で表現してみたいという興味が川原にあったためである。川原によれば、仮想世界のアバターに生身の身体としてのリアリティを与える試みとして、『ソードアート・オンライン』ではこうした食事の描写に力が入れられている。
キャラクターデザインについては、川原のベースデザインでは普通のロングヘアーの少女だったが、原作のイラストを担当するabecが三つ編みのハーフアップを採用した。

## 展開

### 漫画・ゲーム
『ソードアート・オンライン』のコミカライズ作品は多数あり、漫画ごとにアスナも様々に描かれている。例えば、『ソードアート・オンライン　プログレッシブ　冥き夕闇のスケルツォ』（作画：ぷよちゃ）では、「SAO」開始2ヶ月後のアインクラッド第五層時代のアスナが登場しており、強くなる前の未熟なアスナの感情の変化が描かれている。また、劇場版コミカライズの『劇場版　ソードアート・オンライン -オーディナル・スケール-』（作画：Isll）は、「SAO」事件終了から2年が経過した後の物語であり、現実世界のアスナのARゲームでの活躍や入浴シーンなどが描かれた。『ソードアート・オンライン　キス・アンド・フライ』（作画：べっこうリコ）では、アスナとキリトの恋愛に重点が置かれており、『ソードアート・オンライン　キリトの千夜一夜騒動』（作画：黒毛和牛）では、性的なエピソードを強調してアスナを描いている。
ゲーム版では、原作と異なり「SAO」クリアと同時に現実世界に戻っている。水着やバスタオル姿といった刺激的な衣装がある他、原作ではログインしていないフェイタル・バレットの衣装など、原作と異なるデザインの服装がある。
また、格闘ゲーム『電撃文庫 FIGHTING CLIMAX』でもプレイアブルキャラクターとして登場しており、ユウキとの再会が描かれている。

### アニメ
『ソードアート・オンライン』は、2012年から伊藤智彦が監督となってアニメ化された。アニメは原作を時系列順に描いており、その再構成にあたり、アニメプロデューサーの柏田真一郎は、アスナがキリトを好きになるという感情の変化が理解できないことを危惧した。そこで、原作者の川原や監督の伊藤らと相談の上、アスナについて、キリトを好きになる過程を修正して描写している。監督の伊藤は、原作1巻ではアスナがキリトに積極的にアプローチしているところを、アニメでは当初はキリトと距離感のあるアスナを描くように工夫したと述べている。
アスナを演じる声優は戸松遥であり、戸松の代表作の一つである。戸松は、テレビシリーズから『劇場版 ソードアート・オンライン -プログレッシブ- 星なき夜のアリア』までの9年間アスナを演じており、当初は年上の強く美しい姉を演じているようだったのが、次第に自然体で演じられるようになったと述べている。2021年には、雑誌『週刊SPA!』11月2日号において、アスナと戸松遥が表紙に並んで取り上げられた。アスナのアプリ用合成音声を作成した技術者の倉田宜典は、戸松の演じるアスナの声は、高さ・トーン・演技幅が安定しており、録り直しを行ってもほぼ変化がないほどの力量だったと評している。
2018年10月には、テレビアニメ第3期『ソードアート・オンライン アリシゼーション』を盛り上げるため、アスナが「宣伝隊長アスナ」としてバーチャルアバター化された。
2021年10月には、アスナの視点から物語を再構成した『劇場版 ソードアート・オンライン -プログレッシブ- 星なき夜のアリア』が公開され、公開から2日間で観客動員22万5,000人、興行収入3億4,900万円の興行成績を得た。同作では、クラスメイトの少女であるミトとの友情やゲーム中での戸惑いなど、アスナの心理描写を通じてひとりの少女が剣士へと成長していく姿が描かれている。

### コスプレ等

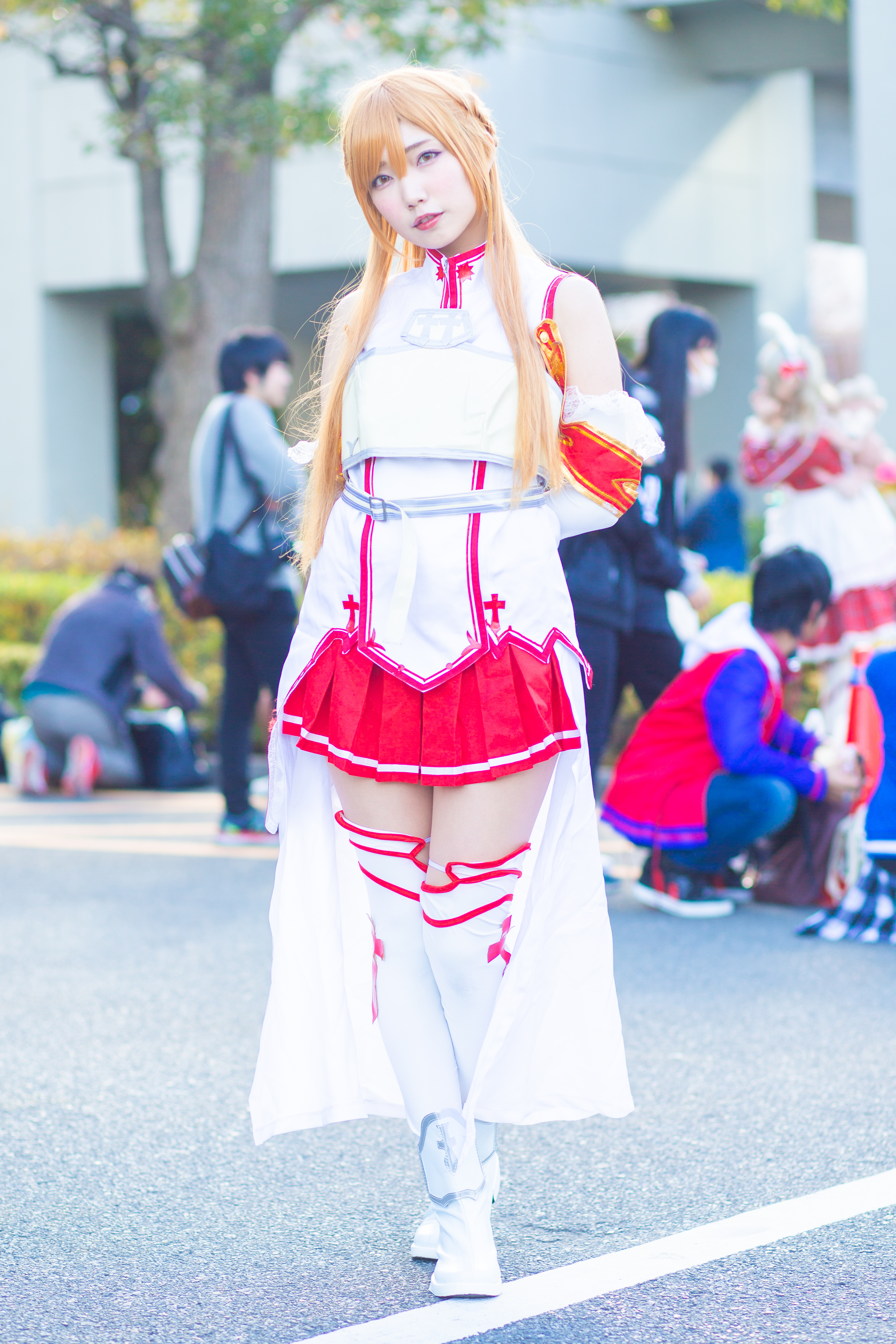
霜月めあ アスナのコスプレ

2018年1月開催の「TOKYOアニメツーリズム2018」のキックオフイベントでは、『ソードアート・オンライン』公式コスプレイヤーとしてえなこが登場し、へそ出しの白いワンピース姿を着て、フェアリィ・ダンス編のアスナのコスプレを披露した。なお、このイベントの最後には、東京都知事の小池百合子が、アスナおよびキリトの缶バッジをつけて登壇している。
この他、2021年1月にはコスプレイヤーの猫田あしゅが、アインクラッド編の装備でアスナのコスプレを行っている。また、2021年8月にはコスプレイヤーの有川紗雪も、レイピアを手にしたアスナのコスプレを行った。

### アプリ等
2015年にはAndroid用アプリ「めざましマネージャー アスナ」がソニー・ミュージックコミュニケーションズからリリースされている。これはアプリ上のアスナが日常生活を音声でサポートしてくれるというもので、アスナ役の声優・戸松遥の収録音声・合成音声を用いている。このアプリでアスナが起用された理由は、世界観の合う『ソードアート・オンライン』のなかでの人気キャラだったこと、および万人受けしやすいキャラだったためであるという。
2019年には「Xperia Ear Duo（アスナ）」として、ワイヤレスイヤフォン「Xperia Ear Duo」のアシスタント音声をアスナの声にするプラグインが、ソニーモバイルコミュニケーションズから発売された。
2018年10月にはスマートフォン向けVRアプリとして、アスナと様々なコミュニケーションが取れたり、様々な角度からアスナを撮影出来たりする内容の「ソードアート・オンラインVR Lovely♡Honey♡Days」がバンダイナムコエンターテインメントからリリースされた。

## 評価

### 人気
宝島社が専門家やライトノベルファンらを対象に実施するアンケート『このライトノベルがすごい!』のキャラクター女性部門ランキングでは、2009年はベスト30圏外だったものの、2010年に6位に入ると、2011年、2012年に2年続けて2位となった。その後も2013年に3位、2014年から2016年まで4位、2017年と2018年に3位に入っている。
このほか、カナダのウェブサイト『コミック・ブック・リソーシズ』が発表した「主人公を凌駕するアニメのサイドキャラクター10選」では3位に、「史上最も象徴的な女性アニメキャラクタートップ10」では10位にそれぞれ選ばれている。また、ウェブサイト『アニメ！アニメ！』で2018年に行われたアンケート「髪型をマネしたいキャラは？」では、両サイドを三つ編みにして後ろでまとめたクラウンハーフアップの髪型が評価され、2位に選ばれている。さらに同サイトで2021年に行われた「好きな“カップル”キャラといえば？」アンケートでは、お互いを支え合う関係性が人気となり、アスナとキリトのカップルが2位に選ばれている。
原作者の川原礫は、アスナは「いろんな属性を持ったキャラクターではない」としたうえで、キリトとセットだからこそ支持を得られたのではないかと分析している。
アニメのキャラクターデザイン・サブキャラクターデザインを担当した足立慎吾と川上哲也は、アスナの人気を認めつつも、キャラクターとしてはキリトの妹の直葉を最も魅力的だと評している。足立は、アスナのキャラクターデザインについて「大きな特徴があるわけでもない」と指摘し、加えて人間味があって感情移入しやすい直葉と比較して、超人的なアスナの感情の流れは「凡人の自分にはちょっと追いづらい」と感じたと述べる。

### 総評
『ソードアート・オンライン』は、各編ごとにそれぞれ異なるヒロインが登場するが、アスナはアインクラッド編のヒロインであると同時に、シリーズ全体を通してのメインヒロインでもある。同作には『このライトノベルがすごい！』の作品部門で女性からも票が集まるという特徴があるが、ライトノベル・フェスティバルの実行委員会代表を務める勝木弘喜は、キリトが浮気ばかりしているにもかかわらず同作に女性票が入る理由は、「アスナという本命の彼女を大切にしているからだと思う」と推測している。
また、ポップカルチャーの批評を手掛ける飯田一史によれば、主人公が複数の異性から求愛されるハーレム状態でも本命が固定されている設定は女性向け恋愛小説とも共通する特徴であり、アスナというメインヒロインが存在する『ソードアート・オンライン』は女性的な恋愛観とも齟齬が少ないと考えられる。さらに、2000年代にはいわゆるツンデレのヒロインが人気だったが、アスナを従来のテンプレだったツンデレではなく「凛とした芯のある女性」にしたことも、既存作品との棲み分けに繋がり、同作の女性人気の一因になったと飯田は分析している。
アスナの容姿については、文芸評論家の町口哲生がその特徴を述べたうえで、「一言でいえば美貌の持ち主であり、カップルとして申し分ないため二人とも人気が高い」とキリトとともに評価している。日本文学研究者の大橋崇行は、『ソードアート・オンライン』のアスナの登場シーンには「キャラクターについての非常に視覚的な描写が多く見られる」という特徴があることについて触れ、一般文芸であれば視覚的にキャラクターの容姿を書くことを避け、読者の想像にゆだねるものだとしたうえで、これに反する容姿の固定化は「ライトノベルでの表現上の特性」であると分析している。
また、『コミック・ブック・リソーシズ』で執筆を行っているライターのBrianna Albertはアスナの戦闘スタイルについて「スピードとレイピアを駆使した高速でエレガントな戦い方をする」と評価している。

### 各編ごとの批評
アニメ評論を手掛けるKotakuのリチャード・アイゼンバイスは、『ソードアート・オンライン』の第1部（アインクラッド編）、第2部（フェアリィ・ダンス編）、第4部（マザーズ・ロザリオ編）でのアスナの描かれ方について、以下のように批評している。第1部では、「仮想世界での恋愛がどのようなものか明確になっている」と述べ、キリトとアスナの恋愛に関するプロットを肯定的に評価している。第2部については、アスナが「捕らわれの姫君」になっているとして、「強い女性キャラクターが、男性の主人公が探しているクエストアイテムでしかないのは悲しいことだ」と批判した。アイゼンバイスは、「第1部ではアスナは強い戦士で、何千人ものプレイヤーからデスゲームを生き残るために信頼されているリーダー格の一人だった。第2部ではアスナは無力で、文字通り鳥かごの中の鳥で、ヒーローに助け出されるのを待っているとき、犯人に虐げられていた。ガンゲイル・オンライン（ファントム・バレット編）でアスナは男を応援する観客に過ぎなかった。キャリバー編でも単なる群像劇の一員だった。」と述べた。第4部が主にアスナ視点で描写されていることについては、「第2部で突然強い女性のリーダー格から捕らわれの姫になってしまったアスナが、もう一度彼女の本領を発揮し、成長していくためにとても良い選択だ」と評価した。また、第4部で描かれたアスナの人物像について、以下のように記している。
一方、Japanator.comのカレン・ミードは、フェアリィ・ダンス編のアスナが捕らわれの姫君であるという考えについて、「アスナの場合は、自分の行動が自らを助けている。彼女が監禁場所から脱出して探索を行わなければ、キリトが彼女の居場所に辿り着くために必要なカードを入手することはできなかっただろう。」と述べ、物語の大半で鳥かごの中の鳥になっていたことは認めたものの、捕らわれの姫君には当たらないと反論した。
このほか、日本文学研究者の広瀬正浩は、アインクラッド編に描かれた仮想世界への没入性に関して検討した論考の中で、アスナがキリトから性的な視線を投げかけられて羞恥心を覚えるシーンを取り上げ、ゲーム内の3Dオブジェクトに過ぎないはずのアバターと生身の身体とが同視されている描写として分析している。また、町口哲生は、フェアリィ・ダンス編の作中に登場する「世界樹」に着目し、同編の世界観を北欧神話になぞらえて考察したうえで、神話内で最終戦争後に新たな人類の始祖になったレイヴスラシルとリーヴとを、アスナとキリトに重ねて読むことが可能であるとしている。